# ディープ・サンクタム
『ディープ・サンクタム』（原題：La cueva）は、2014年のスペインのスリラー映画。

## あらすじ
バレアレス諸島のフォルメンテラ島にやってきたマドリードに住む若者5人は、キャンプをして騒いでバカンスを楽しんでいた。翌日、5人は海岸沿いに洞窟を見つけ、探検を始める。

## スタッフ
- 監督：アルフレッド・モンテーロ
- 脚本：アルフレッド・モンテーロ、ハビエル・グヨン
- 製作：アルフレッド・モンテーロ、フアン・ゴルドン
- 音楽：カルロス・ゴニ
- 撮影：アルフレッド・モンテーロ
- 編集：アルフレッド・モンテーロ、ナチョ・ルイス・カピヤス

## キャスト
※役名、俳優の順
- ハコ：マルコス・オルティス
- セリア：マルタ・カステジョテ
- イバン：ホルヘ・パエス
- ベゴーニャ：エヴァ・ガルシア・バカス
- カルロス：ソエル・フェルナンデス